# Gallegos de Sobrinos

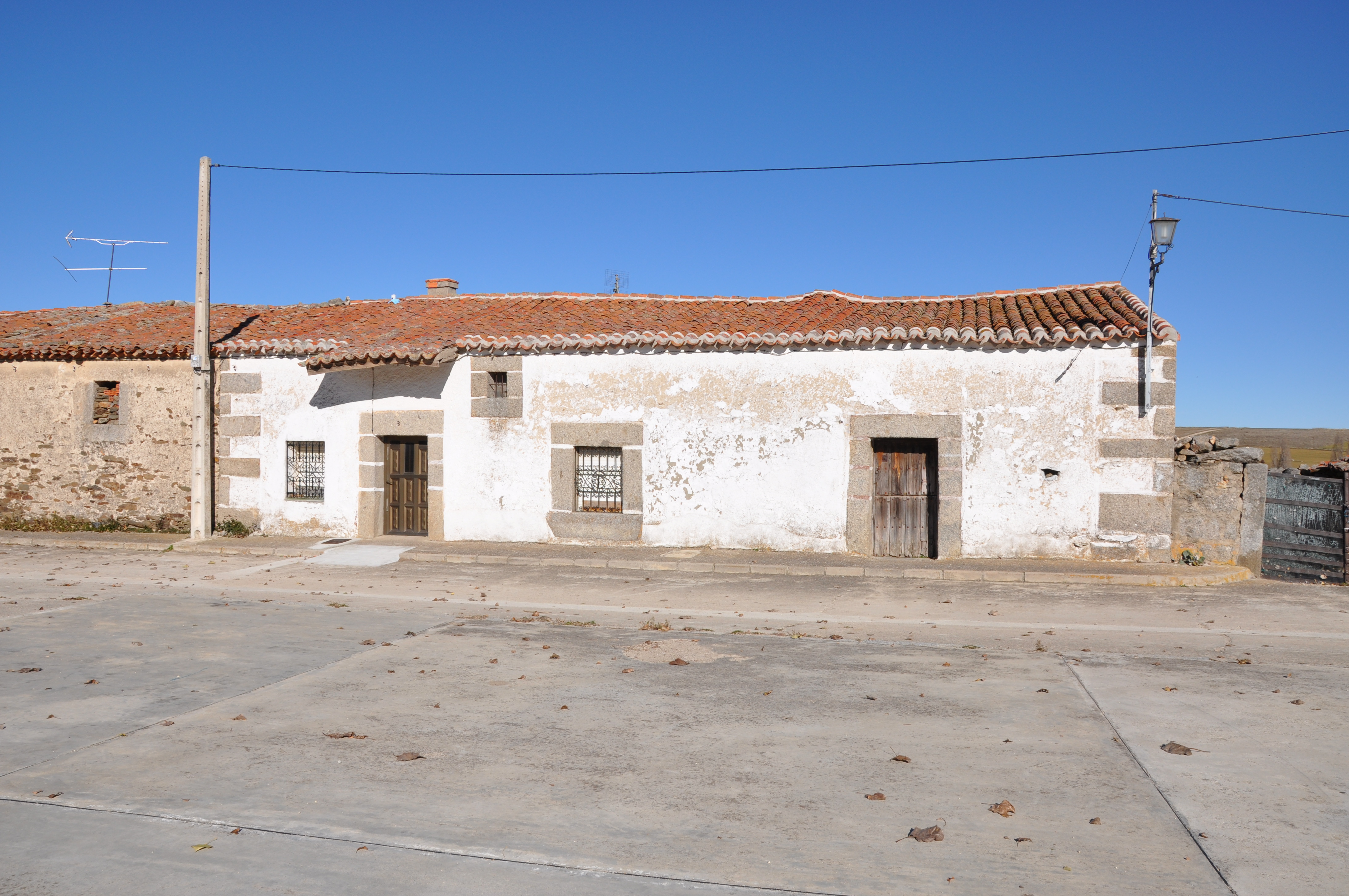
Casa tradicional en Gallegos de Sobrinos

Gallegos de Sobrinos es un municipio situado en la provincia de Ávila (Castilla y León). Por el término municipal pasa el río Navazamplón. Se encuentra a 37 km de Ávila, su altitud es 1173 m. sobre el nivel de mar y engloba una superficie de 43 km².

## Historia
El nombre proviene (según el historiador Claudio Sánchez Albornoz) de que los repobladores eran gallegos. También se establece una similitud con el antiguo pueblo de "Galleguillos" ya desaparecido. El término "sobrinos" viene dado por la historia de Blasco Jimeno, un caballero abulense que, junto con su sobrino, desafió en el siglo XII al rey Alfonso I de Aragón. Hoy, la población aneja a Gallegos de Sobrinos se llama Blascojimeno, estando su sobrino, además del origen de sus repobladores, en el origen del nombre de Gallegos de Sobrinos.
Se han encontrado restos en Gallegos de Sobrinos de época tardoantigua (s. V) y de periodo visigodo (siglos VI y VII): en los yacimientos de Cercado Morales, Galleguillos y San Benito se han encontrado desde restos de cerámica hasta tumbas excavadas en roca.
En su pasado más cercano fue una de las localidades más importantes de la comarca por tener el Silo del Ministerio de Agricultura (donde se guardaba el grano) que incluía también la báscula para pesar la mercancía. Ahora el Silo es un local municipal que se usa para realizar verbenas y cenas. Tal fue en su día el volumen de trabajo que en Blascojimeno tuvieron que habilitar un local ("La Parada") como auxiliar a este.
También tenía en Blascojimeno el mejor comercio de la zona (el del "Tío Juan Julián") continuado más tarde por Horacio Díaz.
Además contaba con Caja Duero y con Caja Rural
Dispone de una parroquia en honor a San Cristóbal, que comparte con Blascojimeno.
También tiene la ermita de la Virgen del Espino, construida en el siglo XVI, cuyas festividades son el segundo domingo de mayo y el tercero de septiembre, celebrándose sendas romerías que congregan a todos los pueblos vecinos y convierten estas festividades en las más multitudinarias de la zona y de mayor repercusión social de la provincia ya que son frecuentes los reportajes tanto en Diario de Ávila como en CYLTV. Esta ermita forma parte de un conjunto tradicional de ermita-casa de Santero y antigua plaza de toros cuadrada aledaña. En ella además se grabaron escenas de la serie de TVE Teresa de Jesús protagonizada por Concha Velasco en 1984.

## Demografía
Gallegos de Sobrinos cuenta con una población de 45 habitantes (INE 2024).
| Gráfica de evolución demográfica de Gallegos de Sobrinos entre 1842 y 2021                                            |
| |
| Población de derecho según los censos de población del INE. Población de hecho según los censos de población del INE. |

Pertenece al partido judicial de Piedrahíta y está a 38 km de la capital provincial Ávila. Cuenta con un anejo, la localidad de Blascojimeno. Gallegos de Sobrinos tiene 55 habitantes censados (aunque la Diputación de Ávila cifra la población estacional en unos 350 habitantes).[cita requerida] En la época invernal, apenas 10 personas residen en este municipio, aunque la frecuente actividad en la casa rural El Descanso y la asistencia en puentes de personas de Madrid y Ávila animan la actividad cotidiana del pueblo.

## Administración y política
Abarca las localidades de Gallegos de Sobrinos y Blascojimeno así como los núcleos de población que residen dispersos en varias dehesas. Desde 2007 está bajo la mano de Melchora Sánchez López, cabeza de lista del Partido Popular y que cuenta con mayoría absoluta, ya que los 2 concejales restantes también son del PP. Puede presumir de ser de los pocos ayuntamientos españoles sin deuda municipal. Según datos de Foro Ciudad cuenta con 130 500 € de presupuesto anual.
Durante la legislatura de 2007 a 2011 se rigió por el sistema de concejo abierto en el cual los propios vecinos hacían las veces de concejales con sólo titular de la corporación la alcaldesa. Posteriormente en 2011 vuelve el sistema habitual.
La casa consistorial está situada en la calle de las Eras, en un edificio multiusos que hace las veces de ayuntamiento, consultorio médico de atención primaria, bar de la peña Las Escuelas y antiguas escuelas municipales.

### Resultados electorales
MAYO 2023 Población: 44 habitantes 
- Candidatura Independiente de Gallegos de Sobrinos GDES: 21 votos (2 concejales)
-Partido Popular: 11 votos (1 concejal)
MAYO 2015 Población: 60 habitantes
-Partido Popular: 27 votos (3 concejales)
-Partido Socialista Obrero Español: 2 votos (sin representación)
MAYO 2011 Población: 77 habitantes
-Partido Popular: 45 votos
-Partido Socialista Obrero Español: 17 votos
MAYO 2007 Población: 91 habitantes
-Partido Popular: 43 votos
-Partido Socialista Obrero Español: 31 votos
MAYO 2003 Población: 101 habitantes
-Partido Popular: 55 votos
-Partido Socialista Obrero Español: 19 votos
JUNIO 1999 Población: 109 habitantes
-Partido Popular: 48 votos
-Partido Socialista Obrero Español: 14 votos
MAYO 1995 Población: 119 habitantes
-Partido Popular: 39 votos
MAYO 1991 Población: 133 habitantes
-Partido Socialista Obrero Español: 53 votos (2 concejales) 
-Partido Popular: 29 votos (1 concejal) 
JUNIO 1987 Población: 148 habitantes
-Agrupación Independiente Gallegos de Sobrinos: 59 votos (4 concejales)
-Centro Democrático y Social: 32 votos (1 concejal) 
-Alianza Popular: 24 votos (Sin representación)

### Corporación municipal
2011-Actualidad
-Melchora Sánchez López (PP) Alcaldesa
-Gregorio Jiménez Barroso (PP)
-Félix Díaz Martín (PP)
Sin representación quedó: Oscar García Díaz (PSOE)
2007-2011
-Melchora Sánchez López (PP) Alcaldesa
Sin representación quedó: Juan José Barroso Nieto (PSOE)
2003-2007
-Rosalía Díaz Nieto (PP) Alcaldesa
-Gaudencio Díaz Barroso (PP)
-Melchora Sánchez López (PP)
-Darío Díaz Jiménez (PP)
-Juan José Barroso Nieto (PSOE)
Sin representación quedaron: Óscar García Díaz (PSOE), Palmira Arnáiz Frías (PSOE) y María del Rosario Bailón Collado (PSOE)
1999-2003
-Rosalía Díaz Nieto (PP) Alcaldesa
-Raúl García de Santos (PP)
-Darío Díaz Jiménez (PP)
-José Luis Rubio Díaz (PSOE)
1995-2003
-Darío Díaz Jiménez (PP) Alcalde
Sin representación quedó Fructuoso Barroso Nieto (PP)
1991-1995
-Ángel Felipe Díaz Sánchez (PSOE) Alcalde
-José Miguel Rodríguez Gómez (PSOE)
-Darío Díaz Jiménez (PP)
Durante esta legislatura, se presentó una moción de censura contra el alcalde, que acabó derivando en un Gobierno de Coalición
1987-1991
-Emiliano Sánchez Barroso (Agrupación Independiente Gallegos de Sobrinos) Alcalde
-Blas Barroso Nieto (Agrupación Independiente Gallegos de Sobrinos)
-Ricardo Díaz Sánchez (Agrupación Independiente Gallegos de Sobrinos)
-José Miguel Rodríguez Gómez (Agrupación Independiente Gallegos de Sobrinos)
-Eloy Barroso Pérez (CDS)
Sin representación quedaron: Justo Nieto Muñoz (CDS), Cecilio Díaz Díaz (CDS), Julio Jiménez Barroso (CDS) y Darío Díaz Jiménez (AP)

## Cultura

### Fiestas
Sus fiestas patronales se organizan en honor a Santiago Apóstol y Santa Ana, por lo que se celebran en torno al 25 y 26 de julio, pero habitualmente son trasladadas al fin de semana más cercano. Son organizadas por el Ayuntamiento y cuentan con la colaboración de la Asociación Cultural Peña Virgen del Espino, contando con actividades religiosas (Santa Misa y procesiones amenizadas con música tradicional) y profanas como verbenas, alboradas, carreras de cintas, limonadas, bailes populares y regionales, charangas nocturnas y pregón de fiestas.
El Ayuntamiento también organiza dos romerías en honor a la Patrona Virgen del Espino que son el segundo fin de semana de mayo y el tercero de septiembre. El sábado se realiza una Gran Verbena y el domingo la romería. En mayo además el sábado coincide también con la Recuperación de las fiestas de los Mayos, que se celebran esa misma tarde manteniendo la tradición de nuestros abuelos y amenizadas con dulzaina y tamboril. En septiembre además tienen lugar los campeonatos típicos de frontón y calva.
La Asociación Cultural Peña Virgen del Espino organiza las fiestas de invierno que tienen lugar en Semana Santa y que adaptándose a las actividades litúrgicas típicas de la época, incluyen una gran chocolatada, diversos concursos, karaokes, juegos y una gran verbena coincidente con el sábado santo, que ya es la más multitudinaria de las que tienen lugar a lo largo del año.
También organiza las fiestas de verano que tienen lugar a lo largo del mes de agosto y que cuentan con Fiesta del Deporte, Concursos de Disfraces, una gran Cena de Hermandad, actividades teatrales, Concentraciones de Encajes y Bolillos, actividades musicales y folclóricas o la Fiesta de la Espuma.
La Asociación Cultural Peña Virgen del Espino organiza asimismo comidas tradicionales para todos los habitantes del pueblo y visitantes en los Puentes del Pilar, de Todos los Santos y de la Constitución.

### Asociaciones
La Asociación Cultural Peña Virgen del Espino nace el 31 de julio de 2010 en honor a la anterior Peña Virgen del Espino que tuvo actividad desde 1982 a 1996. Estableciendo como sede social uno de los locales municipales (cedido por cortesía del Ayuntamiento), gestiona el bar de la Peña y además intenta mediante la organización de actividades mantener las tradiciones populares de la localidad así como mejorar las alternativas de ocio durante especialmente la época veraniega y puentes.
Cuenta con más de 200 socios.

### Concurso "Mi pueblo es el mejor"
En noviembre de 2015 resulta agraciado con el segundo premio del popular concurso Mi pueblo es el mejor organizado por Diario de Ávila, la Diputación de Ávila y Carrefour Ávila, obteniendo un premio de 500€ por la foto de Celia Martín Barroso en el torreón de la localidad donde una chica sopla suavemente a los vecinos que por un efecto óptico parecen caer en sus manos.

## Servicios
SANITARIO
Consultorio de Atención Primaria lunes, miércoles y viernes.
Los martes el médico acude al vecino pueblo de Blascojimeno.
Las urgencias están en Muñico, a 7 km.
TRANSPORTES
Por carretera mediante la carretera autonómica AV-110 desde Ávila a Cruce de Alaraz. 
La Empresa Muñoz Travel opera la concesión de la línea de autobús de línea Ávila-Cabezas del Villar-Narrillos del Álamo.
Además, cuenta con el servicio de Transporte a la Demanda que se utiliza para al módico precio de 50 céntimos acercar a los vecinos a los Centros de Salud correspondientes y a los hospitales de referencia, pero lógicamente también permite los desplazamientos entre localidades para otros fines. Al igual que en el anterior caso, los horarios se publicarán en breve en la web señalada.
TELECOMUNICACIONES
Hay servicio diario de correos, así como red móvil 3G de Movistar y Yoigo. El operador Vodafone comienza a dar cobertura aunque de momento la red no es muy buena.
Asimismo hay WIFI por gentileza del Ayuntamiento en los alrededores de la casa consistorial así como en el Bar "Las Escuelas"
ALIMENTACIÓN
Al no disponer de tiendas o supermercados, los vendedores de todo tipo pasan por el pueblo durante toda la semana, lo que garantiza el suministro. Además en Blascojimeno aún pervive una pequeña tienda.
EDUCACIÓN Y CULTURA
Desde finales de los 70, no hay colegio en Gallegos, aunque pertenece al C.R.A. La Sierra de Cillán disponiendo de Ruta Escolar.
En cuanto a bibliotecas, se puede utilizar el servicio de Bibliobús en Mirueña de los Infanzones, Cabezas del Villar o Muñico.
Alojamiento
Dispone de una casa rural con muy buena aceptación llamada El Descanso y que se sitúa en la calle José Antonio.
Ocio y restauración
Al ser una zona poco poblada las posibilidades de ocio se sitúan a pocos minutos pero fuera de la localidad. Durante el invierno los habitantes se desplazan a Ávila o a Peñaranda de Bracamonte aunque durante el verano es difícil aburrirse ya que entre fiestas propias y de pueblos cercanos el calendario queda prácticamente cubierto.
Se dispone del bar de la Asociación, pero para servicio de restaurante hay que ir hasta Muñico.
DEPORTE

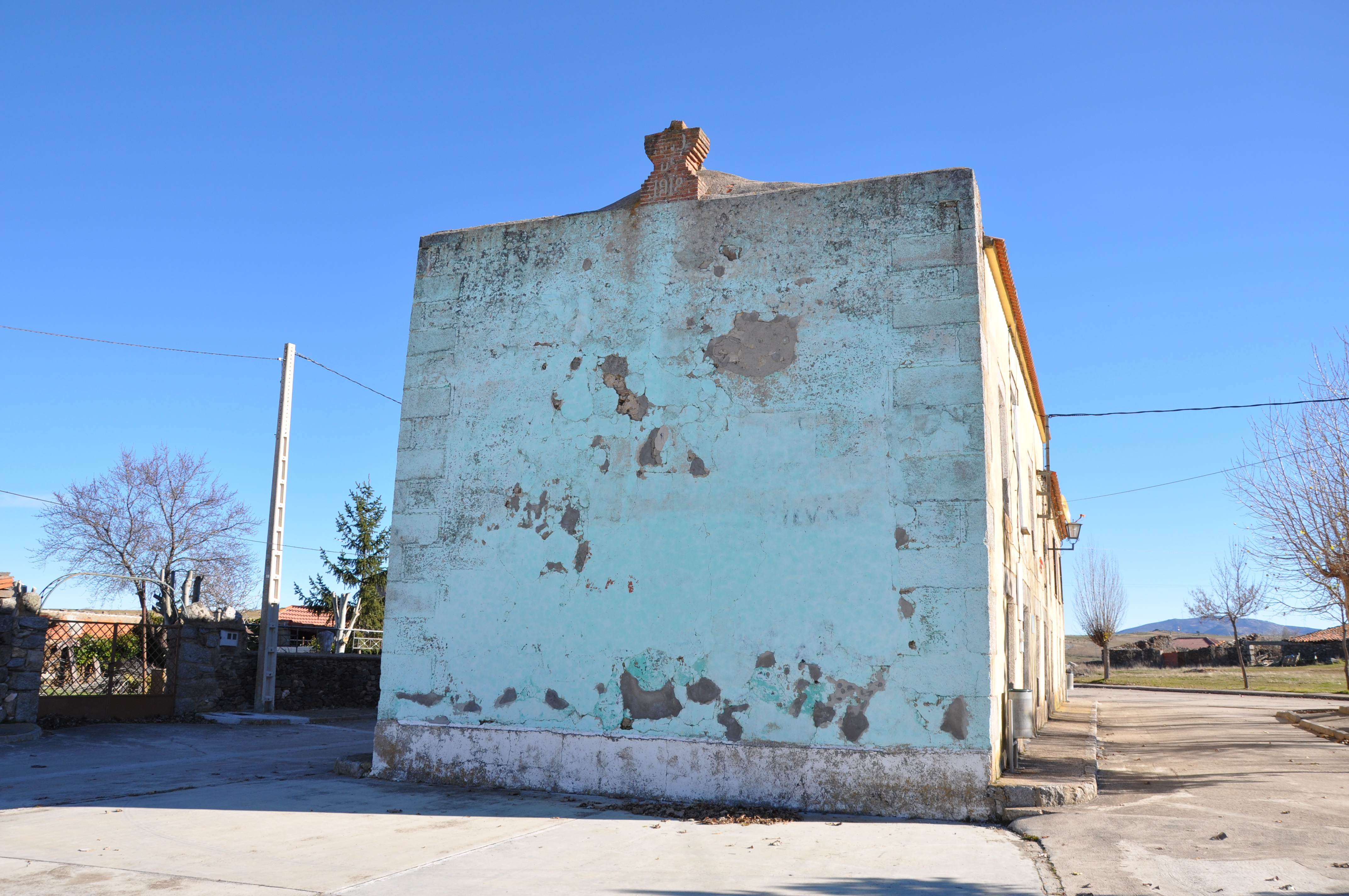
Frontón municipal de 1918

Tiene un frontón municipal, del año 1918.
Muy cerca en Mirueña, se puede practicar la pesca en el embalse de El Milagro.
Se puede practicar senderismo a través del amplio término municipal.
OTROS SERVICIOS
El suministro de agua se recibe del pantano de Gamonal situado en Gamonal de la Sierra (anejo de Hurtumpascual)